# Hachim ibn Abd Manaf
Hāshim ibn ʿAbd Manāf (en arabe : هَاشِم بِن عَبْدُ مَنَاف ; c. 464–497), né ʿAmr al-ʿUlā (عَمْرُو ٱلْعُلَا), était l'arrière-grand-père du prophète islamique Mahomet et l'ancêtre du clan Banu Hashim de la tribu Quraysh à La Mecque.

## Nom
À un certain moment de sa vie, avant la mort de son père, 'Amr a choisi pour lui-même le nom de Hāshim, car c'était le nom que Dieu utilisait pour Abraham ('Amr était un Hanif, adepte de la "religion d'Abraham"). Les récits des hagiographes musulmans pour expliquer ce changement de nom sont variés : un récit suggère que `Amr s'appelait Hashim parce que Hashim se traduit par pulvérisateur en arabe - En tant qu'homme généreux, il avait l'habitude de fournir du pain émietté dans un bouillon pour les pèlerins de la Kaaba à La Mecque. Une autre narration prétend que le nom dérive de la racine arabe Hashm, pour sauver les affamés, parce qu'il s'est arrangé pour nourrir les habitants de La Mecque pendant une famine saisonnière, et il est ainsi devenu connu comme "l'homme qui a nourri les affamés" ( en arabe : هشم الجياع   ). Peters a montré que le récit du commerce du pain en Syrie mené par Hashim est un conte basé sur une "explication étymologique fantaisiste" de son nom.

## Légende sur sa naissance
Les hagiographes musulmans racontent une légende au propos de la naissance de Hashim : Hashim et 'Abd Shams étaient des jumeaux conjoints nés avec la jambe de Hashim attachée à la tête de son frère jumeau. Il est dit qu'ils avaient lutté dans le ventre de leur mère en cherchant à être premiers-nés. La légende raconte que leur père, ' Abd Manaf ibn Qusai, sépara ses fils conjoints avec une épée et que certains prêtres croyaient que le sang qui avait coulé entre eux signifiait des guerres entre leur progéniture (des affrontements ont eu lieu entre Bani al'Abbas et Bani Ummaya ibn 'Abd Shams en l'an 750 CE). Les astrologues d'Arabie ont prédit qu'Abd Manaf avait commis une grave erreur en les séparant tous les deux au moyen d'une épée. Ce qu'il avait fait n'était pas considéré par eux comme un bon présage.

## Vie
Hashim était le fils d'Abd Manaf, qui s'est disputé avec son frère 'Abd ad-Dar au sujet de l'héritage. 'Abd ad-Dar était soutenu par leurs cousins Makhzum, Sahm, Jumah, leur oncle Adi et leurs familles. Abd Manaf a contesté son héritage et a été soutenu par leur neveu Asad, leur oncle Zuhrah ibn Kilab, l'oncle de leur père Taym ibn Murrah et al-Harith ibn Fihr. Les effets de ce conflit se sont poursuivis parmi leurs descendants, en particulier et ont affecté l'histoire interne de La Mecque jusqu'à l'époque de Mahomet.
Le conflit s'est intensifié sous Hashim, qui a exigé que les droits soient transférés du clan d' Abd ad-Dar à son clan. Ceux qui ont soutenu Hashim et ses frères étaient les descendants de Zuhrah et Taym ibn Murrah, et tous les descendants de Qusay sauf ceux de la lignée aînée. Les descendants de Makhzum et des autres cousins plus éloignés soutenaient que les droits devaient rester dans la famille d'Abd ad-Dar.
Alors qu'ils étaient assemblés à la Ka'aba, Hashim et ses frères et tous leurs alliés ont trempé leurs mains dans un bol de riche parfum avec de la poudre de noix de muscade et ont juré qu'ils ne s'abandonneraient jamais, frottant leurs mains parfumées sur la pierre de la Ka'aba. en confirmation de leur pacte. Hashim et ses alliés furent par la suite connus sous le nom de « Hilf al-Mutayyabun » (« Alliance des parfumés »), tandis que leurs rivaux prêtèrent également serment d'union et s'organisèrent en « Hilf al-Ahlaf » (« Alliance des Confédérés"). Comme aucune des parties ne voulait un conflit à grande échelle, ils sont parvenus à un compromis par lequel les mutayyabun conservaient le contrôle de la taxe de charité et de la nourriture et des boissons pour les pèlerins, tandis que les confédérés conservaient les clés de la Ka'aba et le fonctionnement de Dar Al Nadwa, l'assemblée,. Cette division resta dans la société mecquoise, et se retrouve plus tard à travers le Hilf al-Fudul.
Hashim a été accepté comme chef général, avec la responsabilité de subvenir aux besoins des pèlerins dans l'enceinte de la Ka'aba, avec le soutien de ses frères 'Abd Shams et Muttalib, et de son demi-frère Nawfal . La seule personne qui a contesté l'autorité de Hashim était Umayyah, le fils de son frère 'Abd Shams, mais il n'avait aucun soutien réel et a déménagé pour vivre sa vie en Syrie. La Mecque est devenue la capitale reconnue de l'Arabie et des marchés ont été établis autour de la ville pour faire face à toutes les affaires.

## Commerce
Hashim était très honoré, tant au pays qu'à l'étranger. C'est lui qui a réalisé le premier le potentiel commercial lucratif qui passait par l'Arabie vers la Syrie et l'Égypte. Le commerce était le moyen de subsistance le plus important pour les habitants de La Mecque, une « vallée aride sans culture ».
Il a initié et établi les deux grands voyages de caravanes commerciales de Quraish de La Mecque, la caravane d'hiver au Yémen et la caravane d'été au nord-ouest de l'Arabie, et au-delà vers la Palestine et la Syrie, qui étaient alors sous domination byzantine. Après avoir obtenu des privilèges du roi ghassanide de Syrie, il s'est  rendu à Byzance et a obtenu un édit du César romain byzantin, exonérant les Quraish de droits ou de taxes lorsqu'ils opèrent dans les pays sous son domaine. César a également écrit au roi Negus d'Abyssinie pour y introduire commercialement les Quraish, Hashim Abd Shams, son frère, avait un permis spécial. Abd al-Muttalib,  (v.497-v.578), son fils, avait un traité avec les Himyarites du Yémen, et leur demi-frère Nawfal avec les gouvernements persans d'Irak et de Perse.
Il commença par se rendre en personne à Aden au Yémen pour rencontrer les navires venant de l'Inde, acheta le stock et le ramena à La Mecque d'où il les envoya vers la Syrie, Gaza ou l'Égypte. Là, il acheta des produits de fabrication locale et les ramena à La Mecque, les revendant principalement sur les différents marchés et foires arabes. Ainsi, les Quraish se sont engagés dans le commerce au Yémen, en Syrie et à Ankara, ce qui leur a permis de prospérer économiquement. Les Quraysh étaient si respectés et populaires qu'ils ne craignaient pas que leurs caravanes soient volées ou blessées en cours de route, et les différentes tribus n'ont même pas tenté de leur facturer les lourdes taxes de transit habituelles qu'elles exigeaient des autres caravanes.
Il était généreux jusqu'au bout, et c'est sa compassion en une année de sécheresse qui lui a valu son célèbre surnom de Hashim, le Broyeur .Parce que lorsque le peuple était affamé et émacié, il fournissait à ses frais de la nourriture à toute la population de La Mecque, allant personnellement chercher un immense stock de farine de Syrie en caravane de chameaux, puis abattant les chameaux. et écrasant le pain et la viande pour fournir une soupe populaire à son peuple. Ses descendants sont encore fièrement appelés Hachémites à ce jour.

## Décès
Selon la tradition orale, Hashim est mort après être tombé malade lors d'un  retour de Syrie, à Gaza, Palestine en 497. Selon la tradition, la tombe de Hashim est située sous le dôme de la mosquée Sayed al-Hashim dans le quartier al-Daraj de Gaza qui porte son nom. La mosquée elle-même a été construite vers le XIIe siècle.
Ses affaires ne passèrent à aucun de ses fils, mais à ses frères, les fils d' Atikah bint Murrah.

## Famille
Son père était 'Abd Manaf ibn Qusai qui, selon la tradition islamique, est un descendant d'Ibrahim ( Abraham ) par l'intermédiaire de son fils Ismail ( Ishmael )[réf. nécessaire]. Sa mère était ʻĀtikah bint Murrah ibn Hilāl ibn Fālij ibn Dhakwān . Hashim avait deux frères germains, l'aîné était 'Abd Shams et le plus jeune était Muttalib qui allait lui succéder, et le demi-frère Nawfal dont la mère était Waqida bint Amr.
Il avait au moins cinq femmes, quatre fils et six filles. Ses trois premières épouses étaient la nièce de sa grand-mère Hubba bint Hulail, Qaylah (ou Hind) bint Amr ibn Malik des Banu Khuza'a, Halah (Hind) bint Amr ibn Thalabah al-Khazrajiyah, et une femme des Banu Quda'a., les gens du beau-père de Qusai qui avaient tant soutenu sa cause. Pour sa quatrième épouse, il a épousé la veuve de son père, Waqida bint Amr (Abu Adiy) al-Maziniyyah, qui était la mère de son demi-frère Nawfal. Sa cinquième épouse était Salma bint Amr, une femme de Yathrib, l'une des femmes les plus influentes de la tribu Banu Khazraj et la fille de 'Amr du clan Banu Najjar.
Par Qaylah, il avait un fils Asad (le grand-père maternel d'Ali ). Par Halah, il avait le fils Abu Saifi et la fille Hayyah (ou Hannah). Par Waqida, il avait les filles Khalidah et Da'ifa. Par la femme de Banu Quda'a, il eut le fils Nadla (ou Nadh) et la fille Ash-Shifa. Par Salma bint Amr, il eut Shaiba /'Abd al-Muṭṭalib - le grand-père paternel de Muhammad - et une fille Ruqayyah. Il y avait un autre fils Sayfayyah et une autre fille Jannah.